# الكسندر وايت
الكسندر وايت (بالإنجليزية: Alexander White)‏ هو محامي وقاضي وسياسي أمريكي، ولد في 16 أكتوبر 1816 في فرانكلين في الولايات المتحدة، وتوفي في 13 ديسمبر 1893 في دالاس في الولايات المتحدة. حزبياً، نشط في الحزب الجمهوري وحزب اليمين. وقد انتخب عضو مجلس النواب الأمريكي.